# 圣帕德雷
圣帕德雷（義大利語：Santopadre），是意大利弗罗西诺内省的一个市镇。总面积21.48平方公里，人口1462人，人口密度68.1人/平方公里（2009年）。ISTAT代码为060069。